# アルベール2世 (モナコ公)
アルベール2世（Albert II de Monaco、1958年3月14日 - ）は、モナコ公国の公（在位2005年7月12日 - ）。父はレーニエ3世、母はハリウッド女優であったグレース・ケリー。2005年3月31日、摂政に就任し、2005年4月6日にレーニエ3世が薨去したため、同年7月12日即位式が行われた。

## 人物
1977年、アマースト大学に入学し、政治学、経済学、音楽、英文学を専攻。1981年、卒業。学生時代からスポーツにも熱心で、自らもスポーツマンで冬季オリンピック大会に5回ボブスレー選手として出場している（自身は現在IOC委員）。柔道では初段。また、近年までモンテカルロで開催されていた国際音楽賞ワールド・ミュージック・アワードは1989年に当時公世子であったアルベール2世の後援により創設された賞である。
他にも2006年4月16日、イギリス人やロシア人7名と犬ぞりを用いて150キロメートルの距離を走破して北極点に到達した。その後2009年にも地球温暖化の調査のために南極大陸を訪れ、1月14日に南極点へ到達した。どちらも国家元首としては世界初である。
大西洋、地中海におけるマグロの乱獲に反対している。
2020年3月19日、新型コロナウイルスに感染したことが発表された。プリンセス・グレース病院の専門家から治療を受けており、健康上の問題は無く、宮殿自室からの公務を継続する旨を発表した。
2021年3月25日にBBCのインタビューに応じた。イギリス王室を離脱したヘンリー王子夫妻がアメリカのテレビ番組に出演し、王室に対しての不満を述べたことについて、「他の人の立場に身を置くのは難しいこと。2人が感じていたプレッシャーは理解できる。でもあのように不満を公に口にすること、控えめに言ってもあの手の会話は家族が私的な場所で行うべきだ」「彼らの不満の原因は理解できる。でもテレビはあのような重要な会話をするのにふさわしい場所だとは思わない」と違和感を述べている。「彼の活躍を祈っているが、王室の外の厳しい世界で正しい選択をするための判断力と知恵を持っていることを祈っている」とも話している。

## 家族
概要
兄弟姉妹には姉のカロリーヌと妹のステファニーがいる。
独身時代に認知した婚外非嫡出子が2人いる。
2011年7月1日、南アフリカの元水泳選手シャルレーヌ（シャーリーン）・ウィットストックと結婚。
2014年12月10日、夫妻の最初の子となる男女の双子が誕生。
- 第1子（長女）ガブリエラ・テレーズ・マリー - カルラデス女伯爵
- 第2子（長男）ジャック・オノレ・レーニエ - ボー侯爵（公位継承権第1位）

なお、長女であるガブリエラ公女が出生順では先であるが、モナコ公国憲法では男子が優先相続者となる規定があることにより、後から出生した長男のジャック公世子が公位継承権第1位となる。
一覧
- 父 - レーニエ3世
- 母 - グレース・ケリー
  - 姉 - カロリーヌ
  - 妹 - ステファニー
    - 愛人
      - 婚外非嫡出子：ジャズミン・グリマルディ（en:Jazmin Grace Grimaldi）

    - 愛人
      - 婚外非嫡出子：アレクサンドル・コステ・グリマルディ

    - 妻 - シャルレーヌ（シャーリーン）・ウィットストック
      - 長女 - ガブリエラ・テレーズ・マリー
      - 長男 - ジャック・オノレ・レーニエ

## 称号と敬称
- （1958年 - 2005年）至尊なるモナコ公世子兼ボー侯爵殿下（Son Altesse sérénissime le prince héréditaire de Monaco, marquis des Baux）
- （2005年 - ）至尊なるモナコ公殿下（Son Altesse sérénissime le prince souverain de Monaco）

## ゴシップ
- 2020年、イタリア在住のブラジル人女性との間に隠し子の存在疑惑が報じられた[11]。

- 2023年1月、暴露された「秘密の手帳」により、アルベール2世はフランスの秘密銀行口座から毎年数百万ポンドを元愛人や非嫡出子のために使っていて、非嫡出子のジャズミン・グリマルディ（en:Jazmin Grace Grimaldi）と、同じく非嫡出子で航空会社のCAだったニコール・コステとの間の子供アレクサンドル・コステ・グリマルディにはそれぞれ年間34万4,000ポンド（約6,500万円）を渡したり、また6年前にはジャズミンに300万ドル（約4.4億円）のニューヨークにあるアパートメントを買い与えていたこと、アレクサンドルの母親ニコール・コステにも年間100万ドル（約1.5億円）近くを支払っていたことが報じられた[12]。

## ギャラリー

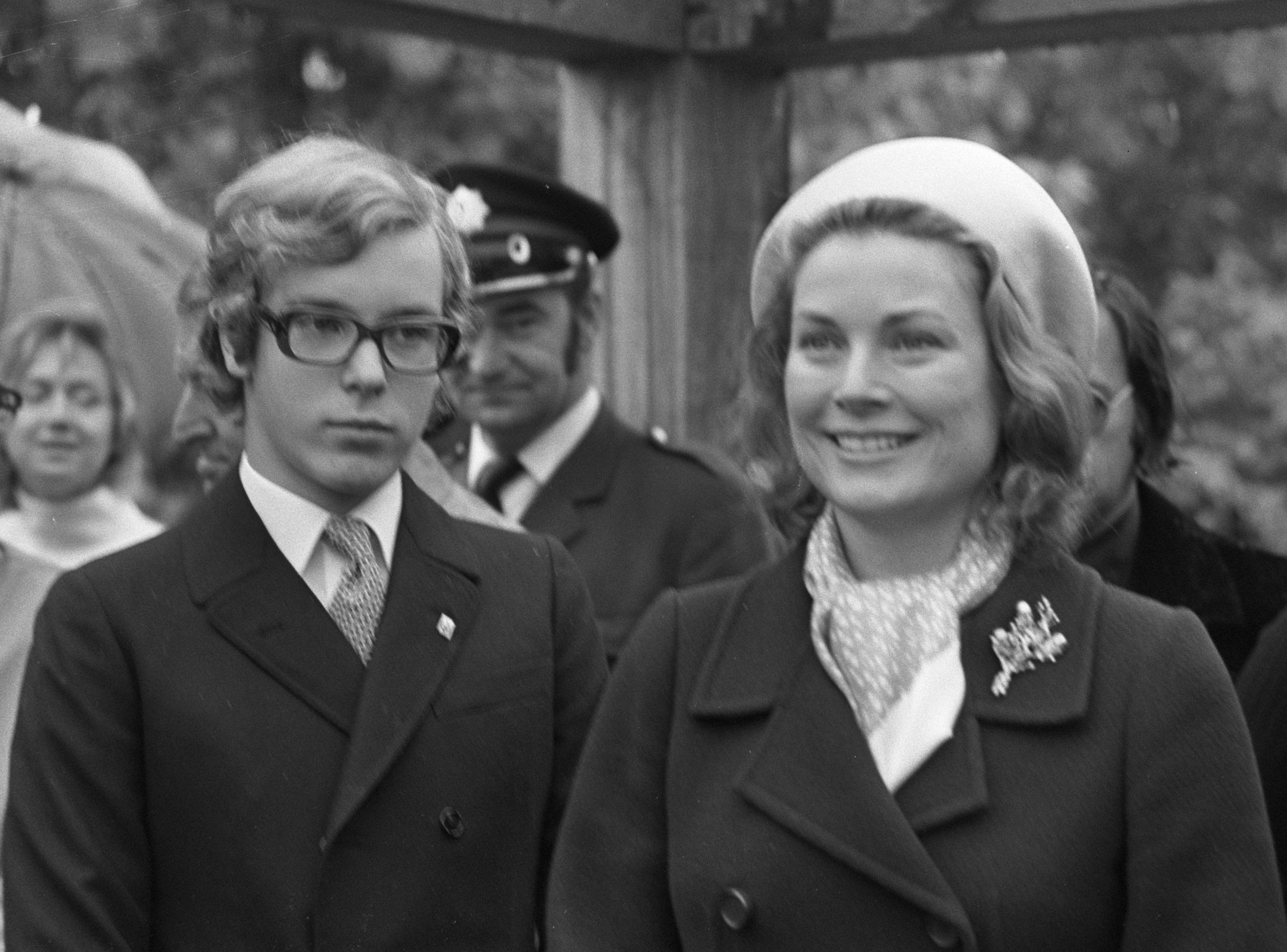
アルベール2世と母親（1972年）
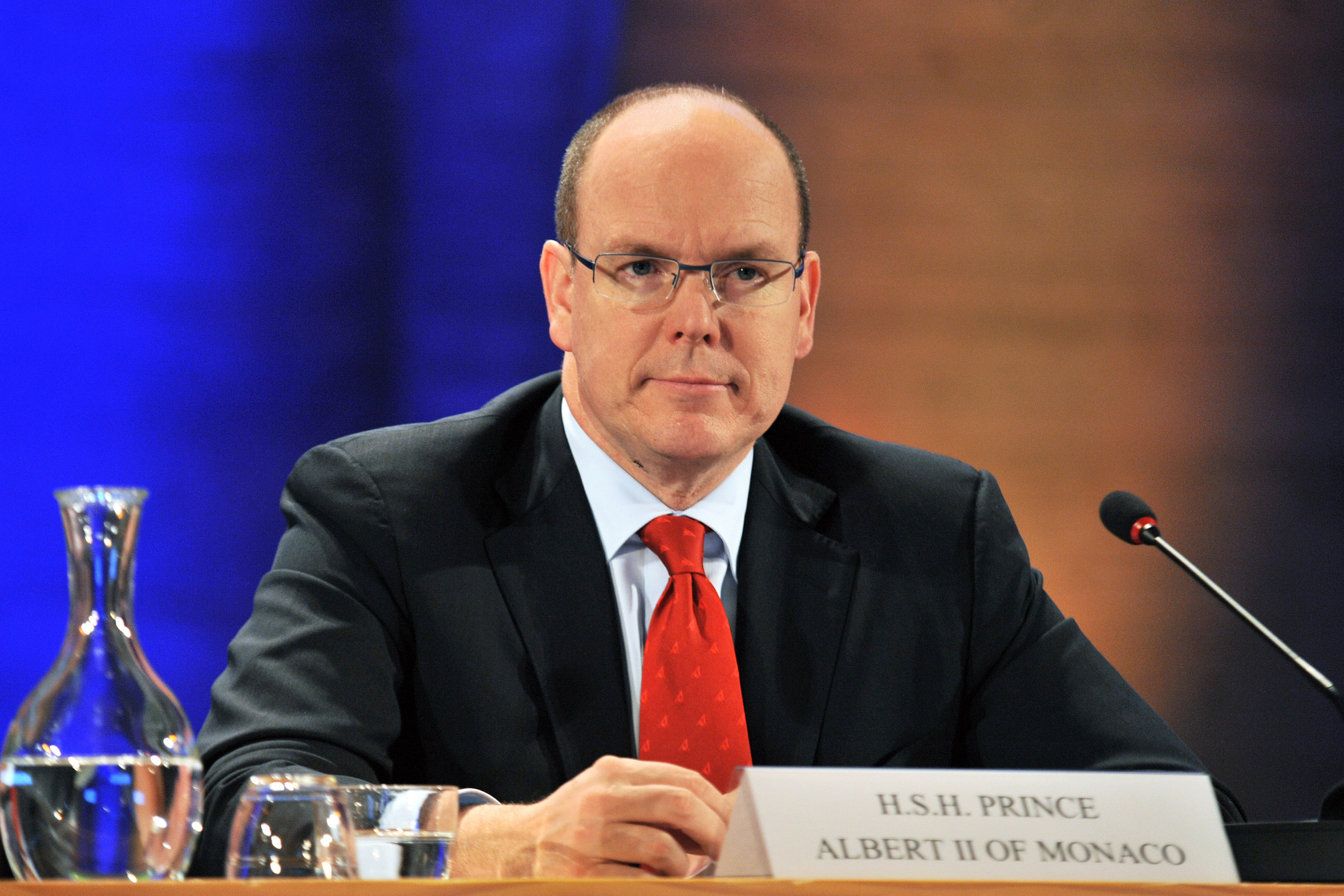
アルベール2世（2010年）
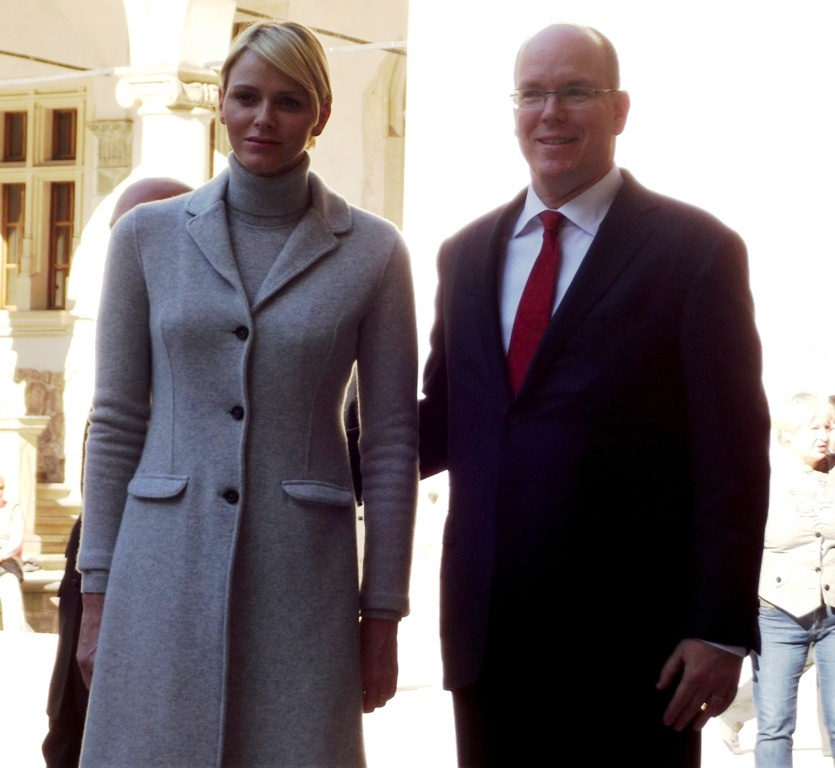
アルベール2世とシャルレーヌ（2012年）